# 啟程之歌
《啟程之歌》，是日本搖滾樂團Mr.Children的第31張單曲。2007年10月31日發行。

## 簡介
是人氣話題網絡小說《戀空》改編的同名電影的主題曲。作品描寫作者美嘉歷經背叛、強姦、墮胎等悲慘遭遇，仍然勇敢面對生活和追求真愛的真實故事。雖然在被邀請作為電影主題曲之前，《啟程之歌》就已經創作完成，但是樂團主唱櫻井和壽表示看過《戀空》之後「有了一種能更堅強地生活下去的信念」，歌曲就像為《戀空》量身定做一樣。
《啟程之歌》隨後又被東日本電信電話用作廣告歌。
副歌《羊，在叫》用美妙的鋼琴聲和蘇格蘭牧笛刻畫出安逸的放羊生活。
是2007年度日本單曲銷量第8位。

## 收錄曲目
1. 啟程之歌（旅立ちの唄）
作詞、作曲：櫻井和壽；編曲：小林武史 & Mr.Children
東宝系電影《恋空》主題曲；NTT東日本廣告歌
2. 羊，在叫（羊、吠える）
作詞、作曲：櫻井和壽；編曲：小林武史 & Mr.Children
3. 無論何時也要微笑 from HOME TOUR 2007.06.15 NAGOYA（いつでも微笑みを from HOME TOUR 2007.06.15 NAGOYA）
作詞、作曲：櫻井和壽；編曲：小林武史 & Mr.Children

## 外部連結
- 唱片介紹（页面存档备份，存于） Mr.Children官方網站